# Det vi ser
Det vi ser er en dansk dokumentarfilm fra 2006 med instruktion og manuskript af Lotte Mik-Meyer.

## Handling
Filmen følger fire unge kvinder og deres tegneproces. Undervejs møder seerne skulpturerne på Glyptoteket og tegnelæreren Asbjørn Jakobsen. At tegne er kun delvist et håndværk. Ligeså vigtigt er det at gøre sig klart, hvad der er betydningsfuldt for den, der tegner - som menneske.